# اچ‌ام‌اس بگونیا (کی۶۶)
اچ‌ام‌اس بگونیا (کی۶۶) (به انگلیسی: HMS Begonia (K66)) یک کشتی بود که طول آن ۲۰۵ فوت (۶۲٫۴۸ متر) بود. این کشتی در سال ۱۹۴۰ ساخته شد.